# Seznam velkých můstků pro skoky na lyžích
Toto je seznam velkých můstků určených pro skoky na lyžích. Velký můstek je označení pro skokanský můstek, jehož hill size, místo, kde se nachází poslední bezpečná hranice dopadu, činí alespoň 110 m. Nacházejí se zde i některé starší můstky, které by dnes odpovídaly velikosti středního můstku. Jednotlivé můstky jsou řazeny dle země, kde se nacházejí.

## Bosna a Hercegovina
| Místo    | Jméno můstku | FIS | Umělý povrch | Hill size | Konstrukční bod | Rekord můstku | Poznámka                            |
| -------- | ------------ | --- | ------------ | --------- | --------------- | ------------- | ----------------------------------- |
| Sarajevo | Malo Polje   |     |              | ----      | 112 m           | 116,0 m       | Zimní olympijské hry 1984, rozpadlý |

## Česko
| Místo                  | Jméno můstku | FIS         | Umělý povrch | Hill size | Konstrukční bod | Rekord můstku | Poznámka                                                                                                 |
| ---------------------- | ------------ | ----------- | ------------ | --------- | --------------- | ------------- | --- |
| Harrachov              | Čerťák       | mimo provoz |              | 142 m     | 125 m           | 145,5 m       | Závody světového poháru                                                                                  |
| Harrachov              | Čerťák       |             |              | 210 m     | 185 m           | 214,5 m       | Mamutí můstek, světový pohár, Mistrovství světa v letech na lyžích (mimo provoz kvůli havarijnímu stavu) |
| Liberec                | Ještěd A     |             |              | 134 m     | 120 m           | 139,0 m       | světový pohár, Mistrovství světa v klasickém lyžování 2009                                               |
| Liberec                | ----         | mimo provoz |              | 100 m     | 90 m            | ----          | Mistrovství světa v klasickém lyžování 2009, EYOWF 2011                                                  |
| Frenštát pod Radhoštěm | F A          | mimo provoz |              | 106 m     | 95 m            | ----          | světový pohár, kontinentální pohár 2009                                                                  |

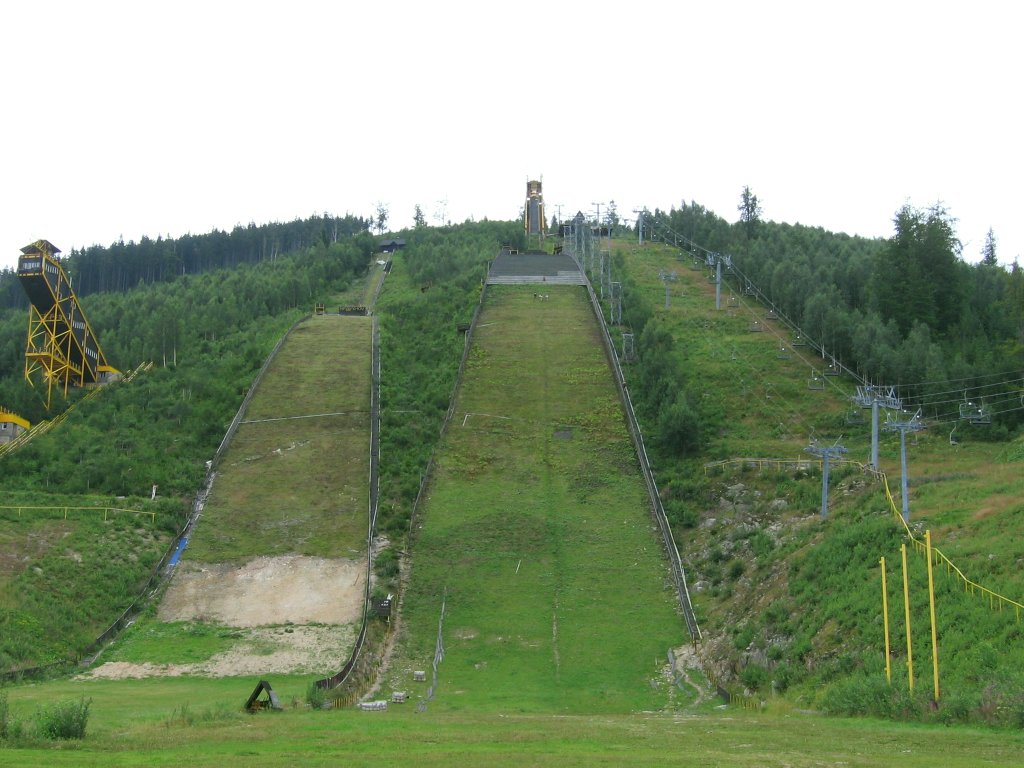
Můstky v Harrachově

## Finsko

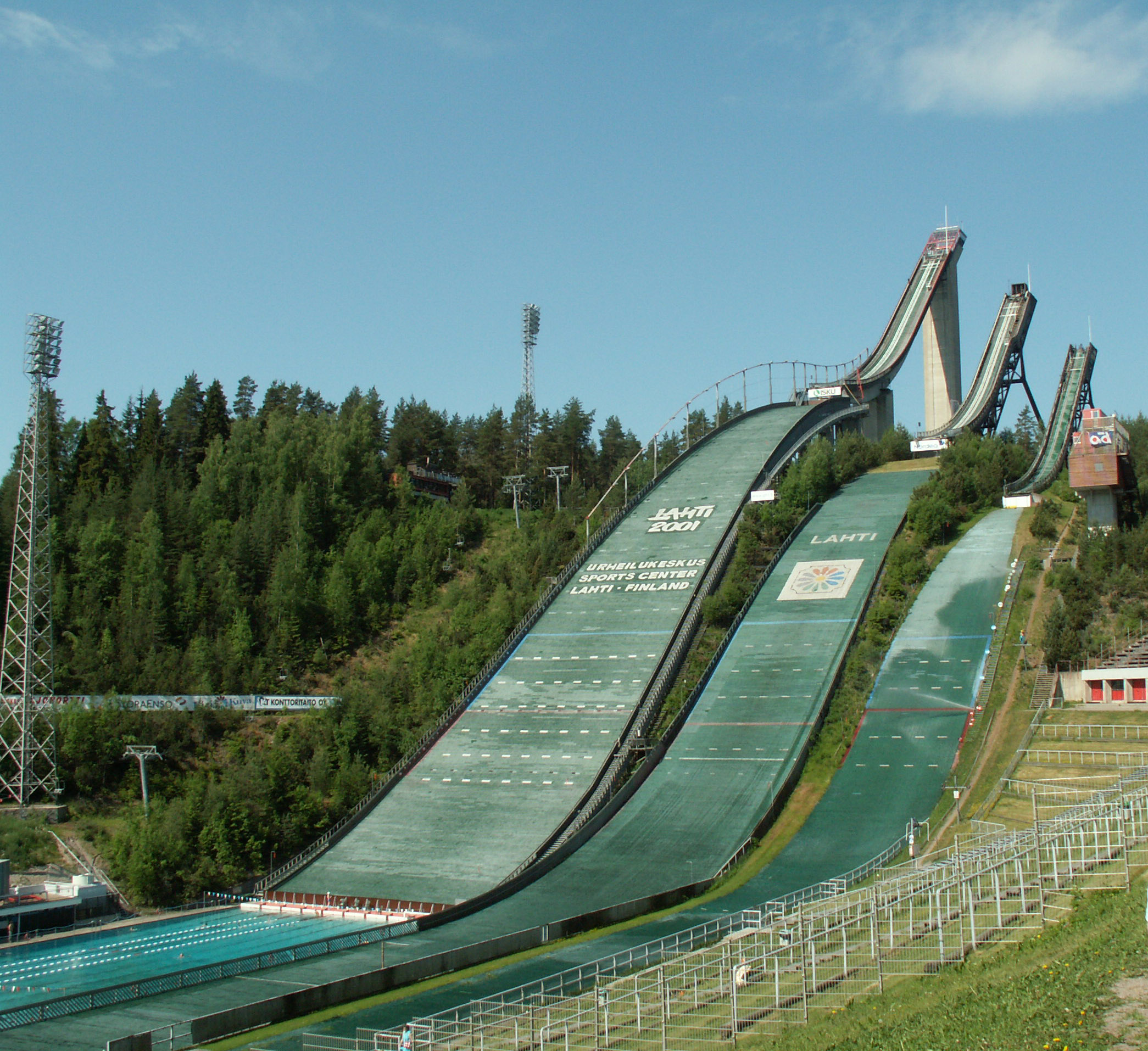
Salpausselkä
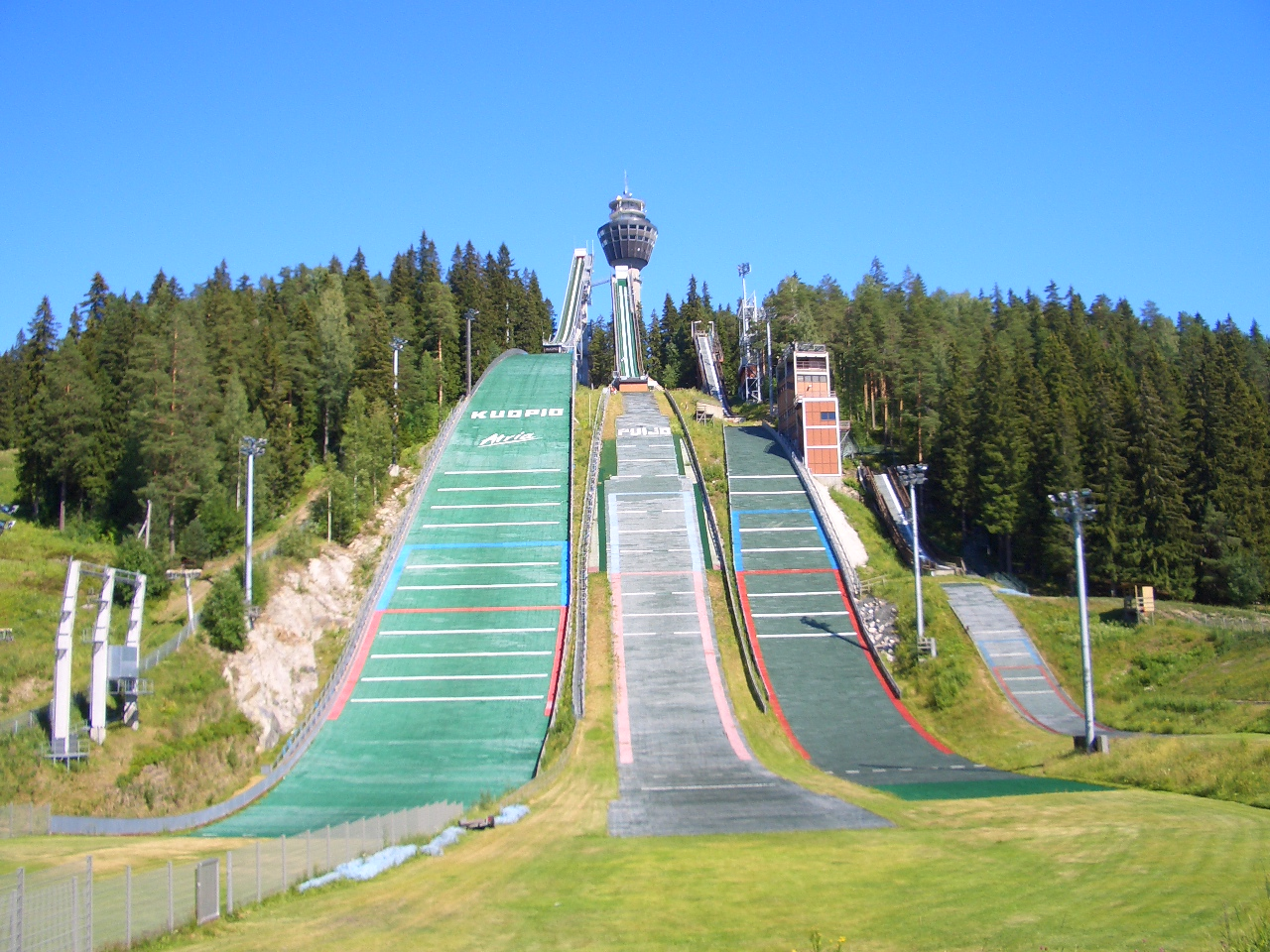
Puijo

| Místo     | Jméno můstku | FIS | Umělý povrch | Hill size | Konstrukční bod | Rekord můstku | Poznámka                  |
| --------- | ------------ | --- | ------------ | --------- | --------------- | ------------- | ------------------------- |
| Jämsä     | Pitkävuori   |     |              | ----      | 100 m           | 111,0 m       | Od roku 1994 mimo provoz  |
| Jyväskylä | Laajavuori   |     |              | 108 m     | 100 m           | 109,0 m       | Žádné mezinárodní soutěže |
| Lahti     | Salpausselkä |     |              | 130 m     | 116 m           | 135,5 m       | Nordic tournament         |
| Kuopio    | Puijo        |     |              | 127 m     | 120 m           | 135,5 m       | Nordic tournament         |
| Kuusamo   | Rukatunturi  |     |              | 142 m     | 120 m           | 147,0 m       | Světový pohár             |

- Salpausselkä
- Puijo

## Francie
| Místo                       | Jméno můstku     | FIS | Umělý povrch | Hill size | Konstrukční bod | Rekord můstku | Poznámka                                                         |
| --------------------------- | ---------------- | --- | ------------ | --------- | --------------- | ------------- | ---------------------------------------------------------------- |
| Courchevel                  | Tremplin au Praz |     |              | 132 m     | 120 m           | 134,5 m       | Zimní olympijské hry 1992, kontinentální pohár, letní Grand Prix |
| Saint-Nizier-du-Moucherotte | Dauphine         |     |              | ----      | 112 m           | ----          | Turné čtyř můstků                                                |

## Gruzie
| Místo     | Jméno můstku | FIS | Umělý povrch | Hill size | Konstrukční bod | Rekord můstku | Poznámka                  |
| --------- | ------------ | --- | ------------ | --------- | --------------- | ------------- | ------------------------- |
| Bakuriani | Sakartwelo   |     |              | ----      | 115 m           | 115,5 m       | Žádné mezinárodní soutěže |

## Itálie
| Místo     | Jméno můstku          | FIS | Umělý povrch | Hill size | Konstrukční bod | Rekord můstku | Poznámka |
| --------- | --------------------- | --- | ------------ | --------- | --------------- | ------------- | --- |
| Pragelato | Stadio del Trampolino |     |              | 140 m     | 120 m           | 144,0 m       | Zimní olympijské hry 2006, kontinentální pohár |
| Predazzo  | Trampolino dal Ben    |     |              | 134 m     | 120 m           | 138,5 m       | Nepravidelně kontinentální pohár a letní Grand Prix, Mistrovství světa v klasickém lyžování 1991, Mistrovství světa v klasickém lyžování 2003, Mistrovství světa v klasickém lyžování 2013 |
| Predazzo  | Trampolino dal Ben    |     |              | 106 m     | 95 m            | 108,0 m       | Mistrovství světa v klasickém lyžování 1991, Mistrovství světa v klasickém lyžování 2003, Mistrovství světa v klasickém lyžování 2013                                                      |
| Tarvisio  | Fratelli Nogara       |     |              | 105 m     | 100 m           | ----          | Do roku 2003, poté přestavěn na střední můstek |

## Japonsko

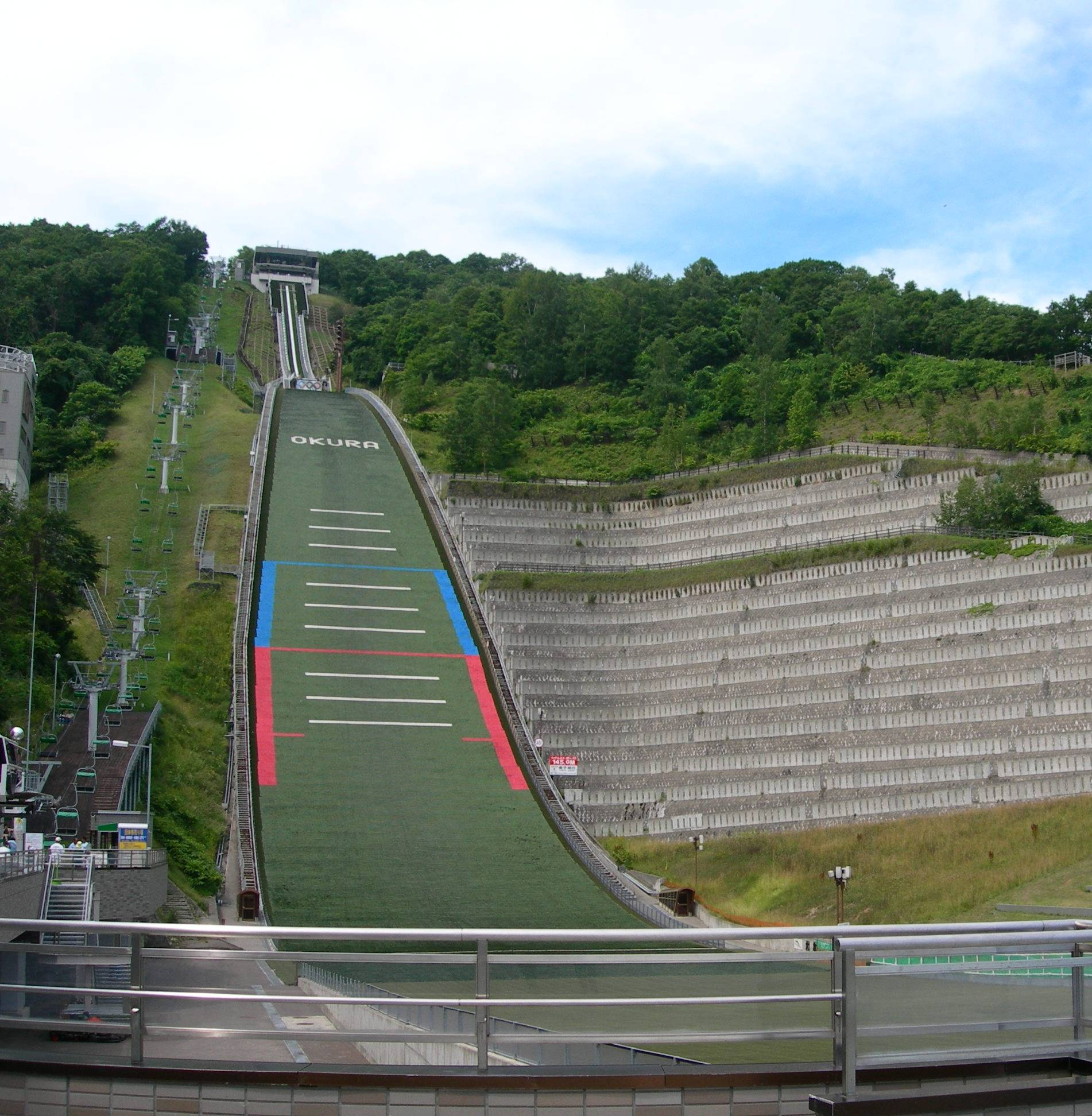
Ókurajama

| Místo   | Jméno můstku      | FIS | Umělý povrch | Hill size | Konstrukční bod | Rekord můstku | Poznámka                                                                                        |
| ------- | ----------------- | --- | ------------ | --------- | --------------- | ------------- | ----------------------------------------------------------------------------------------------- |
| Hakuba  | Olympijský můstek |     |              | 131 m     | 120 m           | 137,0 m       | Zimní olympijské hry 1998                                                                       |
| Otaru   | Šiomidai          |     |              | ----      | 120 m           | ----          | Testován                                                                                        |
| Owani   | Aomori            |     |              | ----      | 120 m           | ----          |                                                                                                 |
| Sapporo | Ókurajama         |     |              | 134 m     | 120 m           | 145,0 m       | Zimní olympijské hry 1972, mistrovství světa v klasickém lyžování 2007, závody světového poháru |

- Ókurajama

## Jižní Korea
| Místo | Jméno můstku | FIS | Umělý povrch | Hill size | Konstrukční bod | Rekord můstku | Poznámka                                                                              |
| ----- | ------------ | --- | ------------ | --------- | --------------- | ------------- | ------------------------------------------------------------------------------------- |
| Muju  | Muju Resort  |     |              | 133 m     | 120 m           | 136,0 m       | žádné mezinárodní soutěže, v roce 2000 závod letní Grand Prix, Zimní univerziáda 1997 |
| Muju  | Muju Resort  |     |              | 101 m     | 90 m            | 103,5 m       | žádné mezinárodní soutěže, Zimní univerziáda 1997                                     |

## Kanada
| Místo       | Jméno můstku           | FIS | Umělý povrch | Hill size | Konstrukční bod | Rekord můstku | Poznámka                                                            |
| ----------- | ---------------------- | --- | ------------ | --------- | --------------- | ------------- | ------------------------------------------------------------------- |
| Calgary     | Alberta Ski Jump       |     |              | 122 m     | 114 m           | 125,0 m       | Zimní olympijské hry 1988, žádné mezinárodní soutěže                |
| Revelstoke  | Nels Nelson Jumps      |     |              | ----      | 101 m           | ----          | Od 60. let mimo provoz                                              |
| Thunder Bay | Big Thunder            |     |              | 136 m     | 120 m           | 137,0 m       | Mistrovství světa v klasickém lyžování 1995, od té doby mimo provoz |
| Whistler    | Whistler Nordic Center |     |              | 140 m     | 120 m           | 149,0 m       | Zimní olympijské hry 2010                                           |

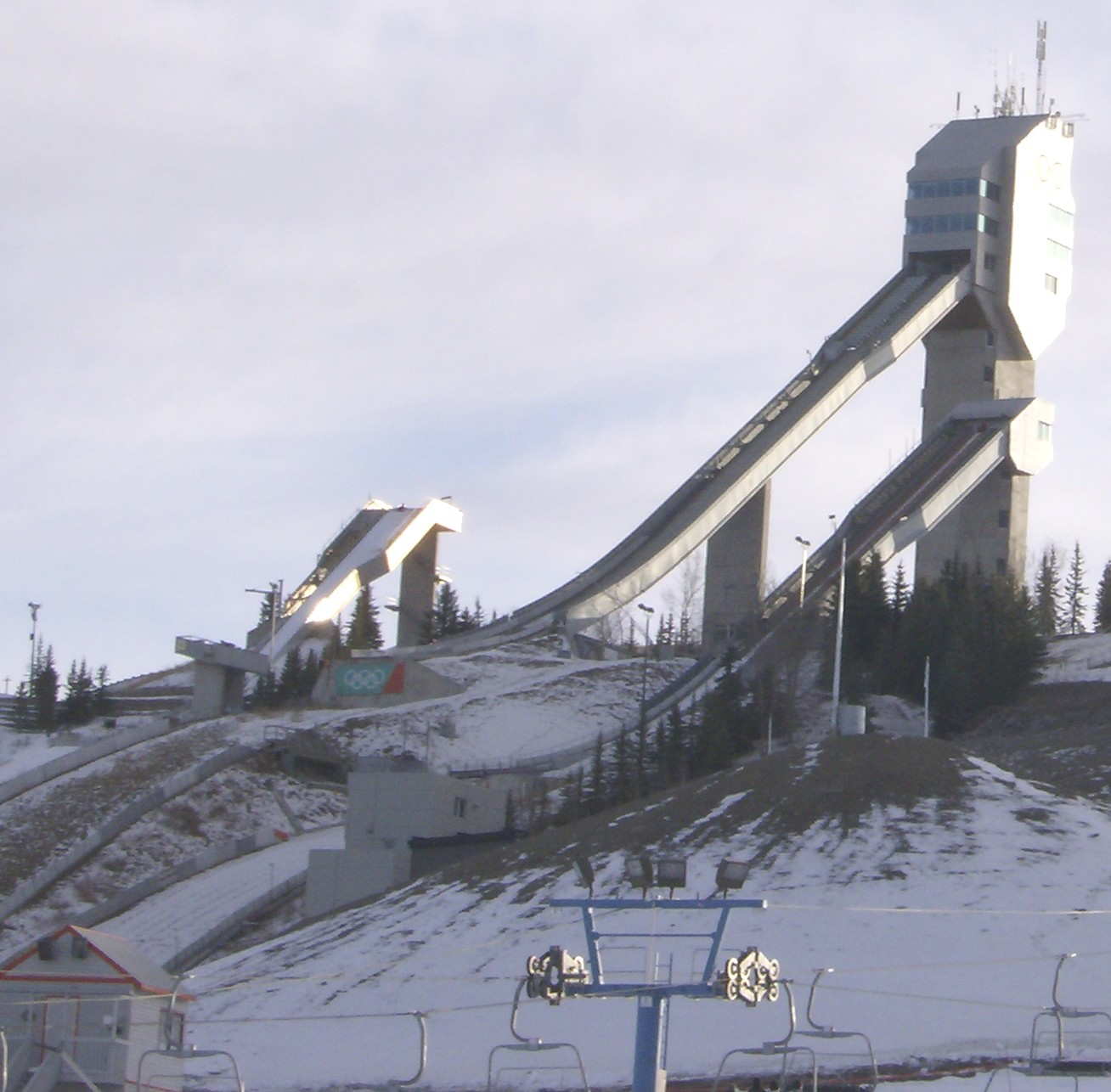
Alberta Ski Jump
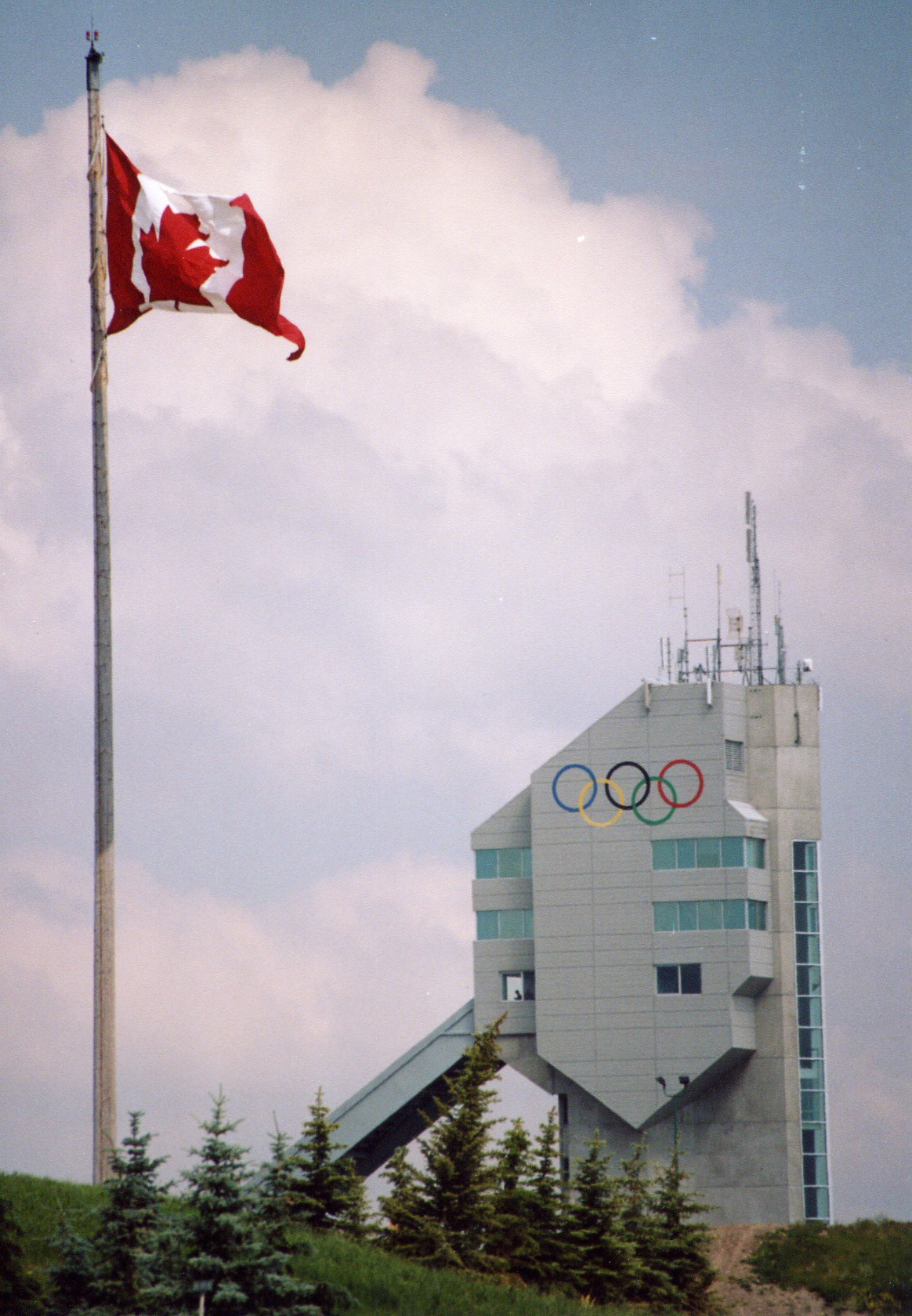
Alberta Ski Jump

## Kazachstán
| Místo  | Jméno můstku               | FIS | Umělý povrch | Hill size | Konstrukční bod | Rekord můstku | Poznámka                    |
| ------ | -------------------------- | --- | ------------ | --------- | --------------- | ------------- | --------------------------- |
| Almaty | International Jump Complex |     |              | 140 m     | 125 m           | 138,0 m       | Závod letní Grand prix 2012 |
| Almaty | International Jump Complex |     |              | ----      | 95 m            | ----          |                             |

## Německo
| Místo                  | Jméno můstku                 | FIS | Umělý povrch | Hill size | Konstrukční bod | Rekord můstku | Poznámka                                                                     |
| ---------------------- | ---------------------------- | --- | ------------ | --------- | --------------- | ------------- | ---------------------------------------------------------------------------- |
| Brotterode             | Inselbergschanze             |     |              | 117 m     | 105 m           | 123,5 m       | Kontinentální pohár                                                          |
| Garmisch-Partenkirchen | Große Olympiaschanze         |     |              | 140 m     | 125 m           | 143,5 m       | Turné čtyř můstků                                                            |
| Immenstadt             | Mittag-Schanze               |     |              | –---      | 100 m           | 97,0 m        | V roce 1965 rozbořen                                                         |
| Klingenthal            | Aschbergschanze              |     |              | –         | 102 m           | 107,5 m       | Polorozpadlý                                                                 |
| Klingenthal            | Vogtlandarena                |     |              | 140 m     | 125 m           | 146,5 m       | V roce 2007 první závod světového poháru                                     |
| Oberhof                | Hans-Renner-Schanze          |     |              | 140 m     | 120 m           | 147,0 m       | Severská kombinace, letní Grand Prix                                         |
| Oberstdorf             | Heini-Klopfer-Skiflugschanze |     |              | 230m      | 200 m           | 241,5 m       | Závody světového poháru, mamutí můstek, mistrovství světa v letech na lyžích |
| Oberstdorf             | Schattenbergschanze          |     |              | 137 m     | 120 m           | 143,5 m       | Turné čtyř můstků, mistrovství světa v klasickém lyžování                    |
| Ruhpolding             | Große Zirnbergschanze        |     |              | 128 m     | 115 m           | 133,0 m       | Severská kombinace                                                           |
| Titisee-Neustadt       | Hochfirstschanze             |     |              | 142 m     | 125 m           | 145,0 m       | Závody světového poháru                                                      |
| Willingen              | Mühlenkopfschanze            |     |              | 145 m     | 130 m           | 152,0 m       | Závody světového poháru                                                      |

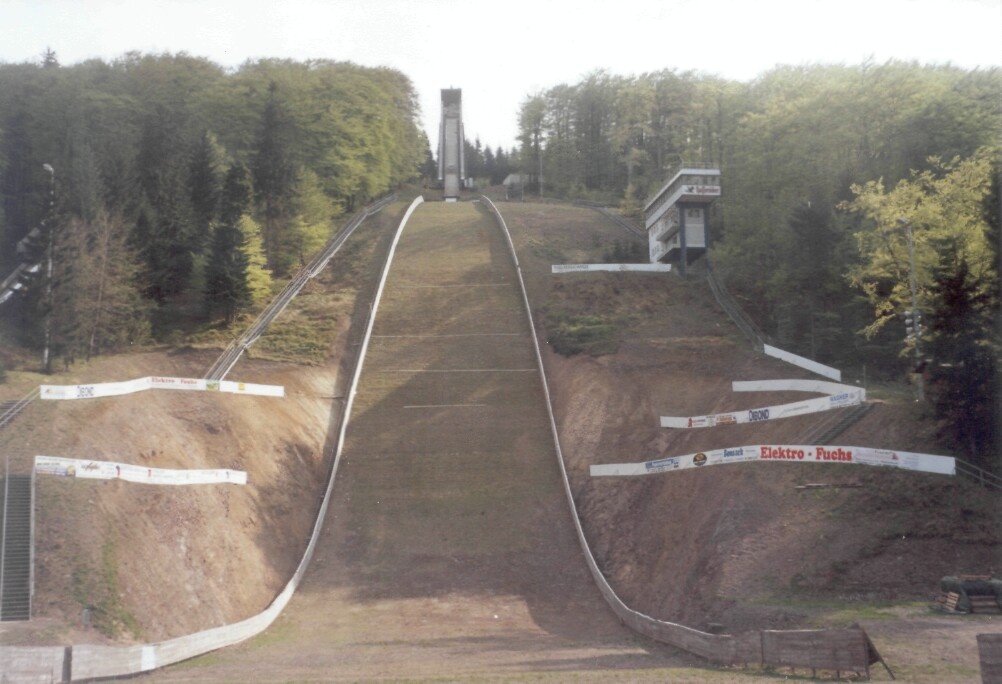
Inselbergschanze
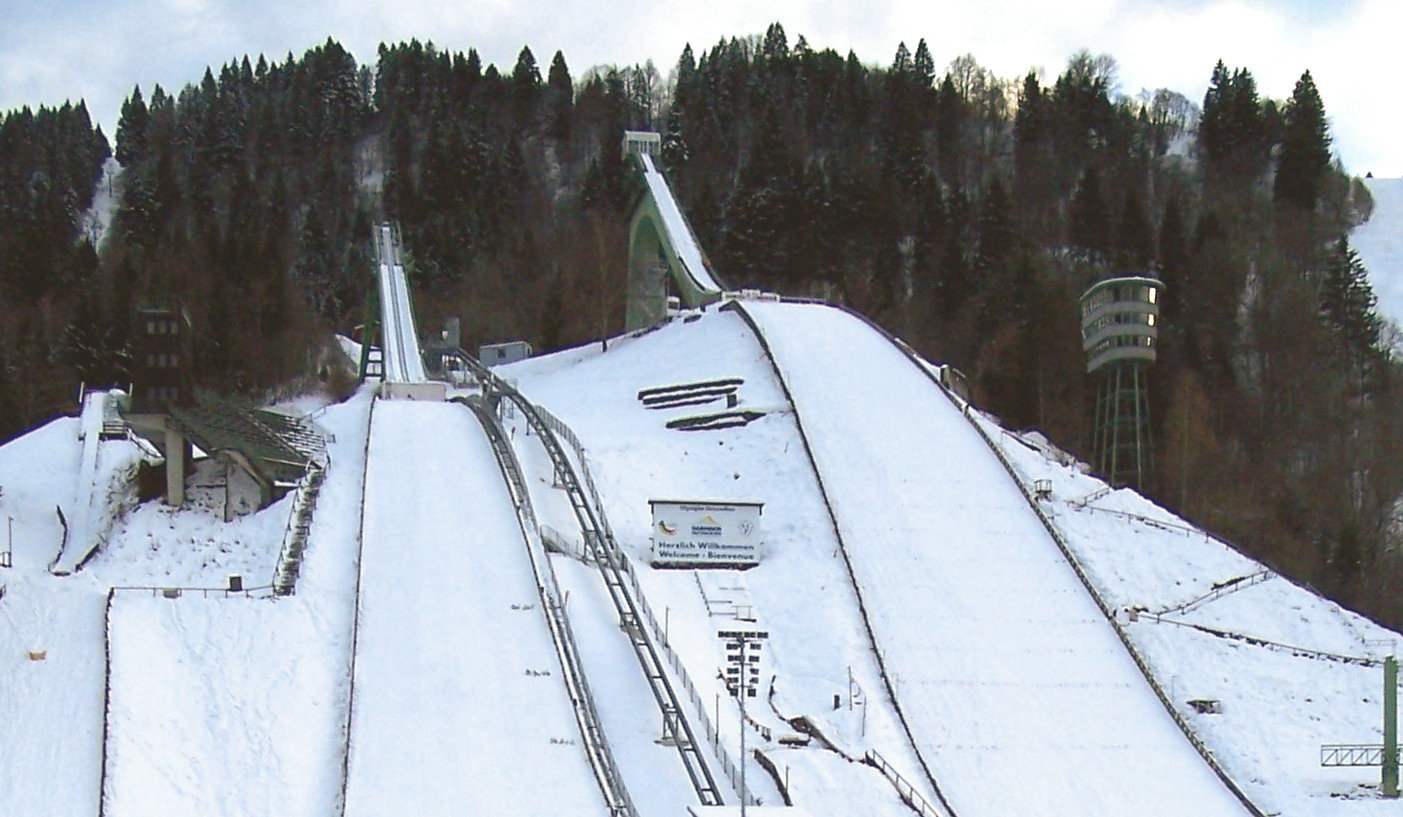
Große Olympiaschanze
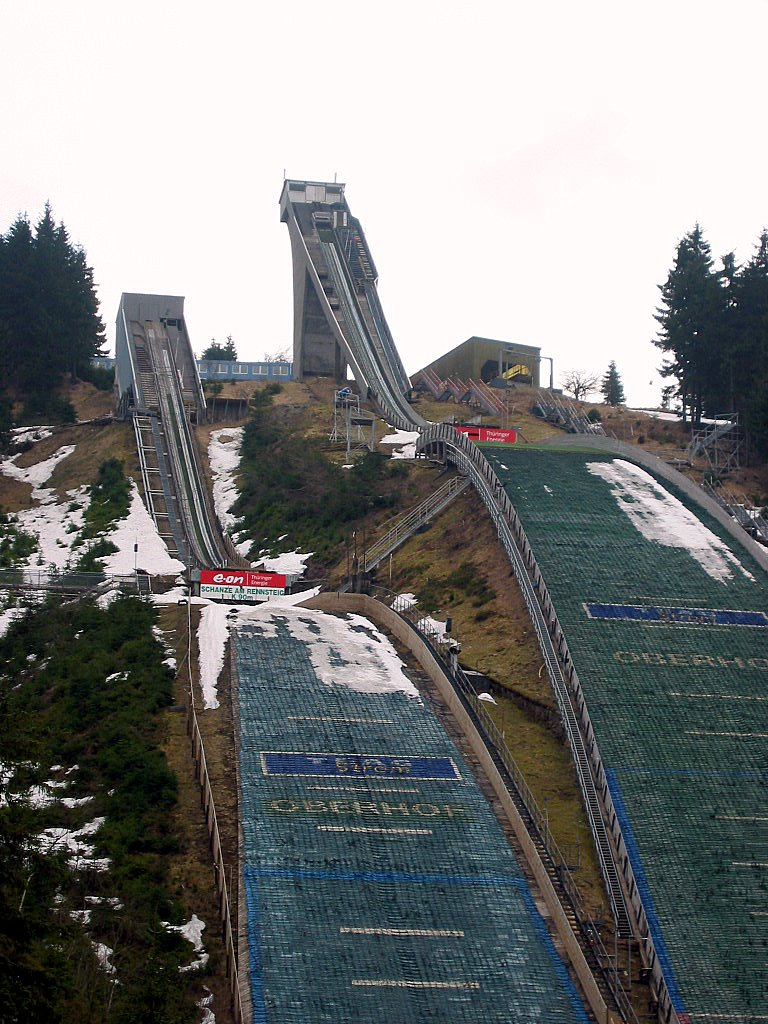
Hans-Renner-Schanze
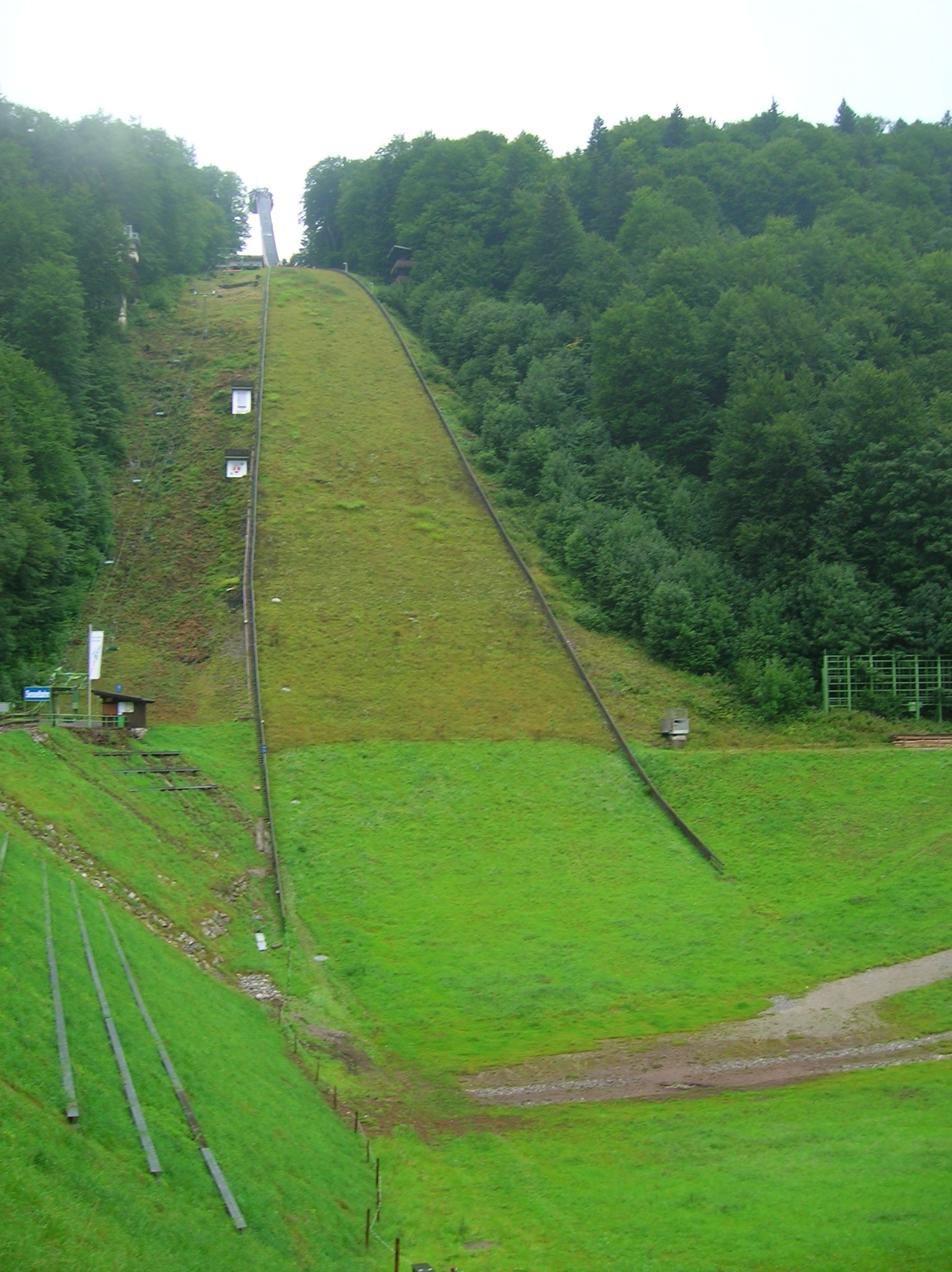
Heini-Klopfer- Skiflugschanze
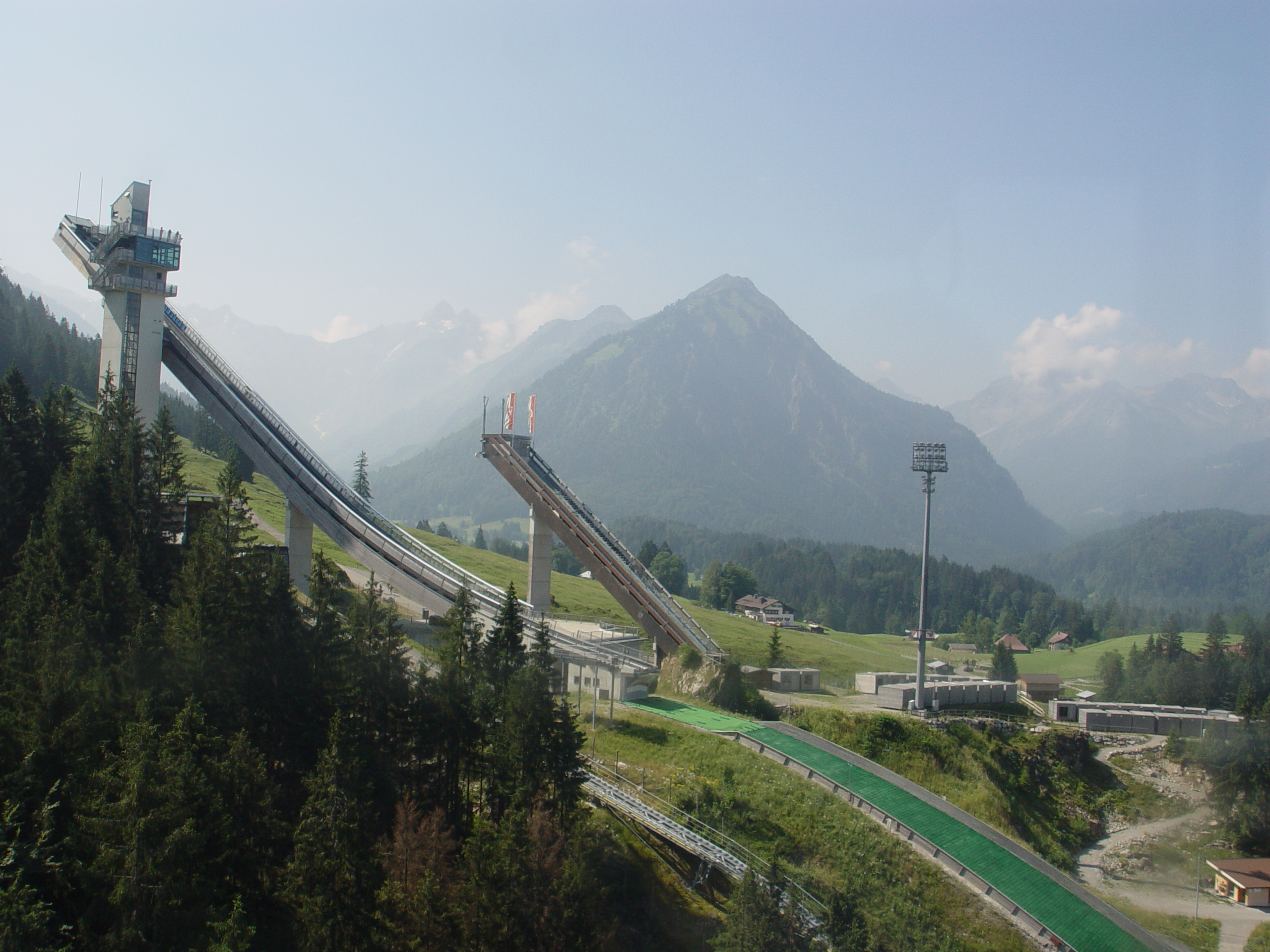
Schattenbergschanze
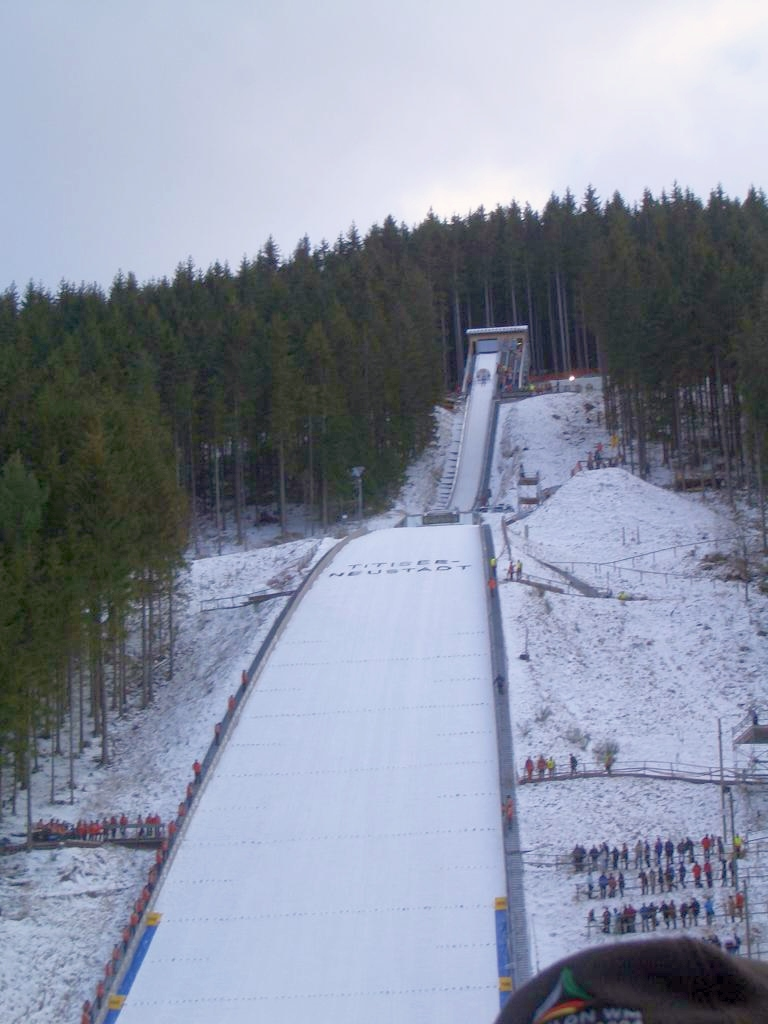
Hochfirstschanze
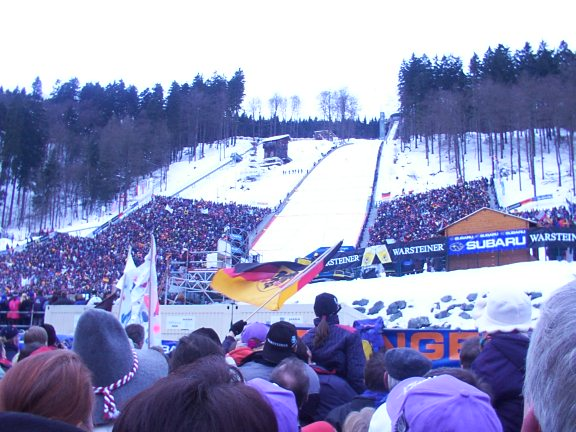
Mühlenkopfschanze
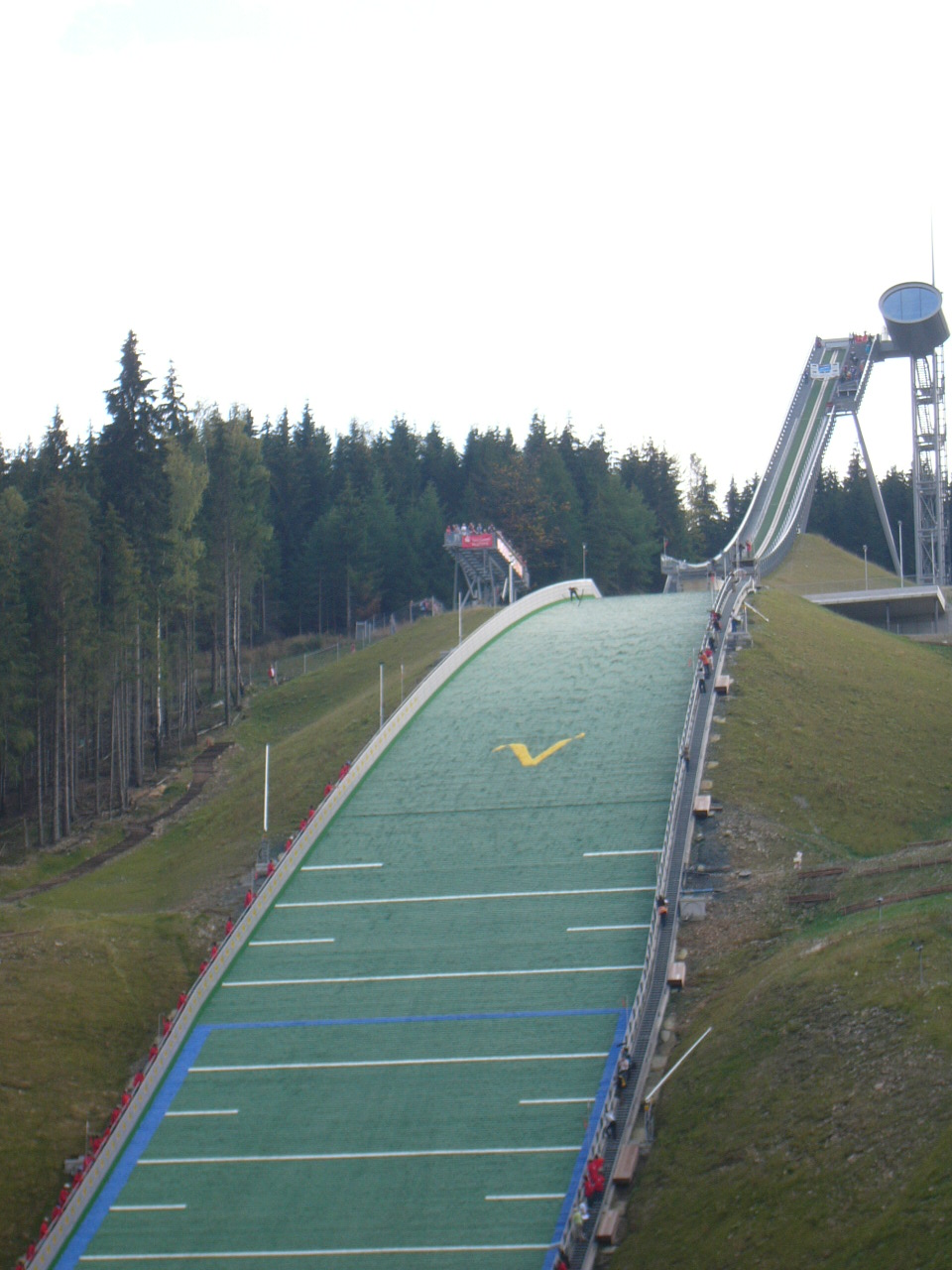
Vogtlandarena

## Norsko
| Místo       | Jméno můstku    | FIS | Umělý povrch | Hill size | Konstrukční bod | Rekord můstku | Poznámka                                                                     |
| ----------- | --------------- | --- | ------------ | --------- | --------------- | ------------- | ---------------------------------------------------------------------------- |
| Bærum       | Skuibakken      |     |              | –         | 110 m           | –             | Od roku 1990 mimo provoz                                                     |
| Lillehammer | Ballbergskaret  |     |              | –         | 120 m           | –             |                                                                              |
| Lillehammer | Lysgårdsbakken  |     |              | 138 m     | 123 m           | 143,0 m       | Zimní olympijské hry 1994, Nordic tournament, severská kombinace             |
| Meldal      | Klövsteinbakken |     |              | 117 m     | 105 m           | 120,0 m       | Žádné mezinárodní soutěže                                                    |
| Odnes       | Odnesbakken     |     |              | –         | 105 m           | 122,5 m       | Žádné mezinárodní soutěže                                                    |
| Oslo        | Holmenkollen    |     |              | 128 m     | 115 m           | 141,0 m       | Nordic tournament                                                            |
| Rena        | Renabakken      |     |              | 129 m     | 120 m           | 140,0 m       | Žádné mezinárodní soutěže                                                    |
| Trondheim   | Granåsen        |     |              | 131 m     | 120 m           | 140,0 m       | Závody světového poháru                                                      |
| Vikersund   | Vikersundbakken |     |              | 225 m     | 200 m           | 253,5 m       | Závody světového poháru, mistrovství světa v letech na lyžích, mamutí můstek |

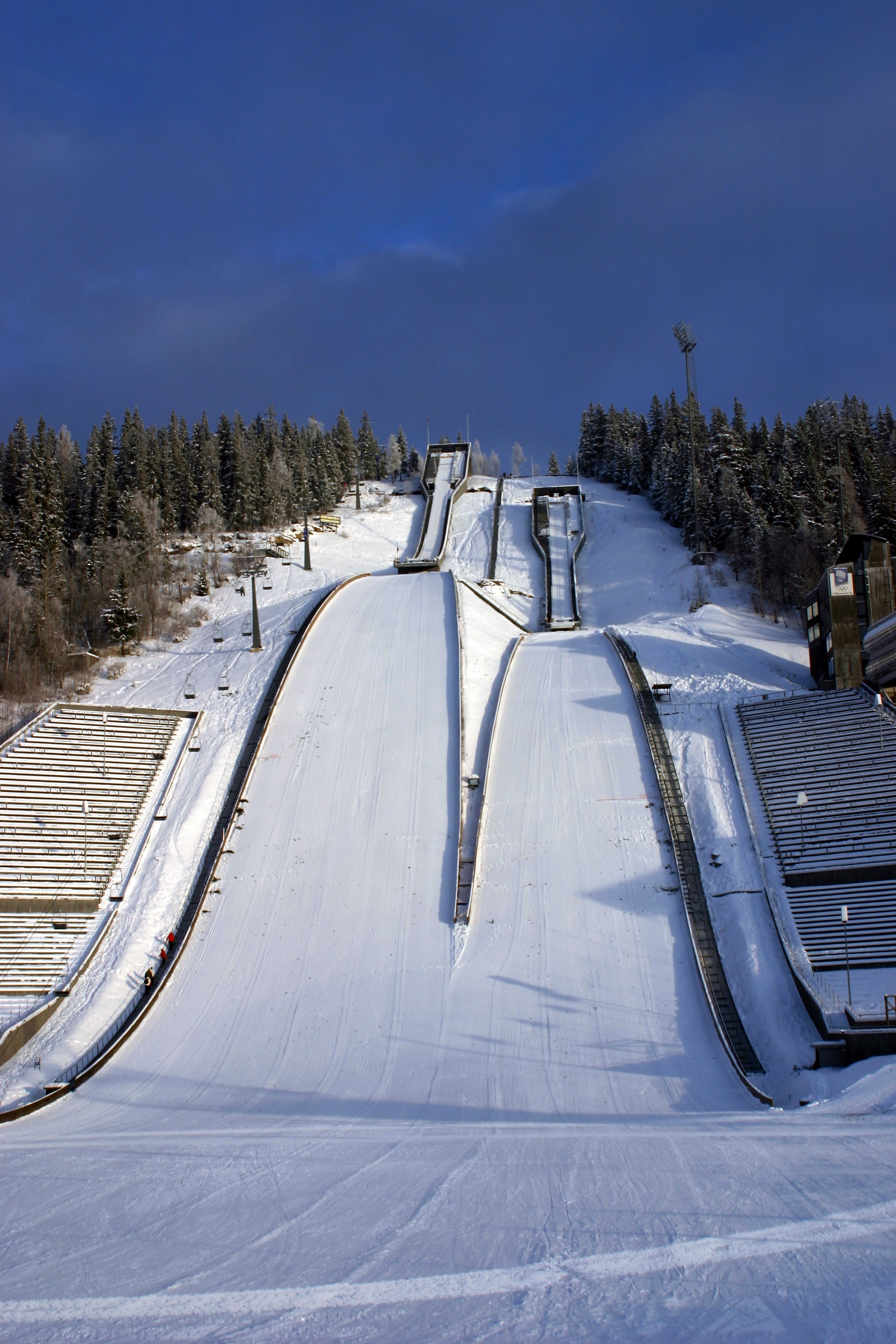
Lysgårdsbakken
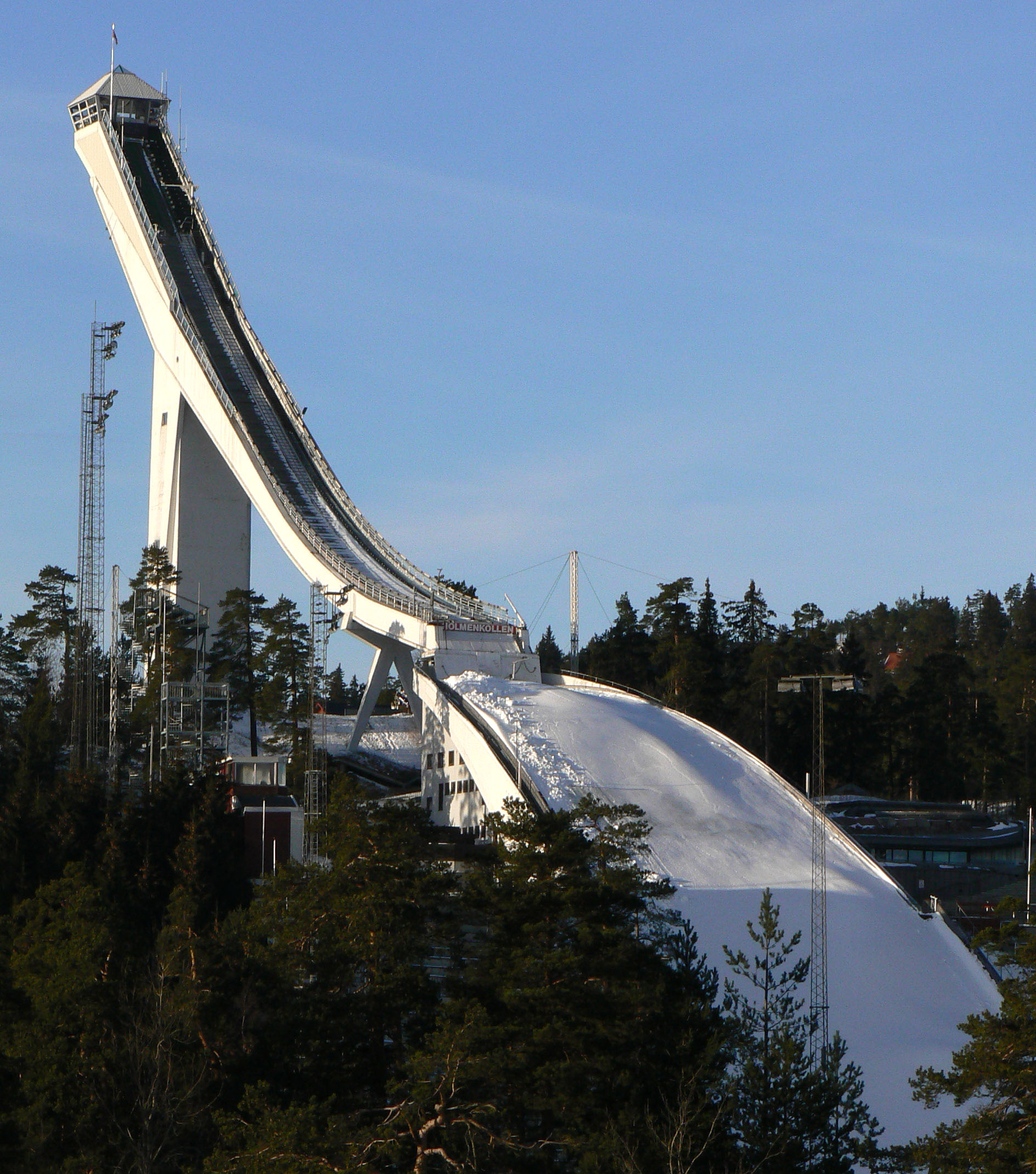
Holmenkollen
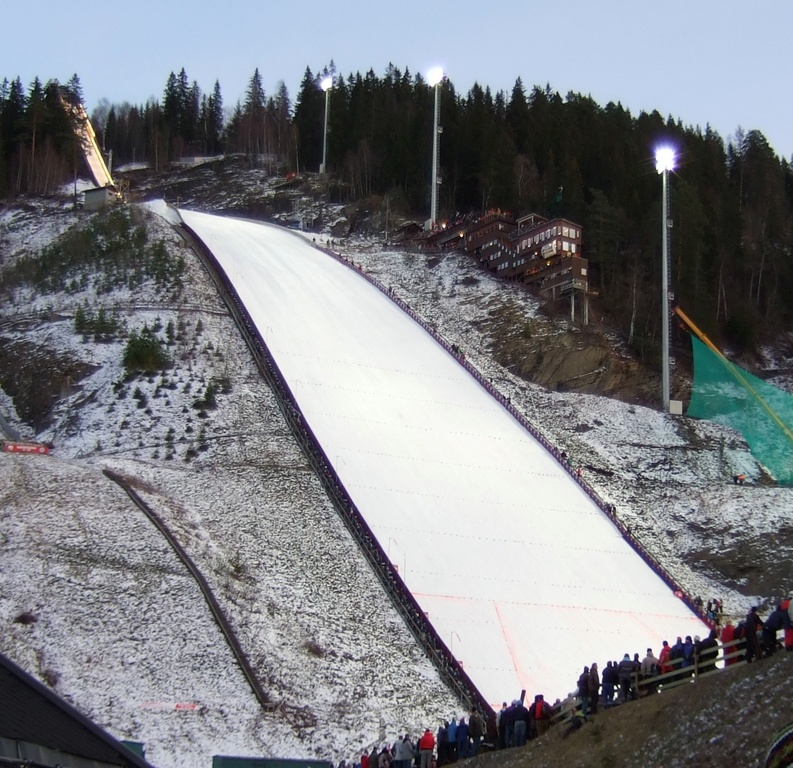
Vikersundbakken
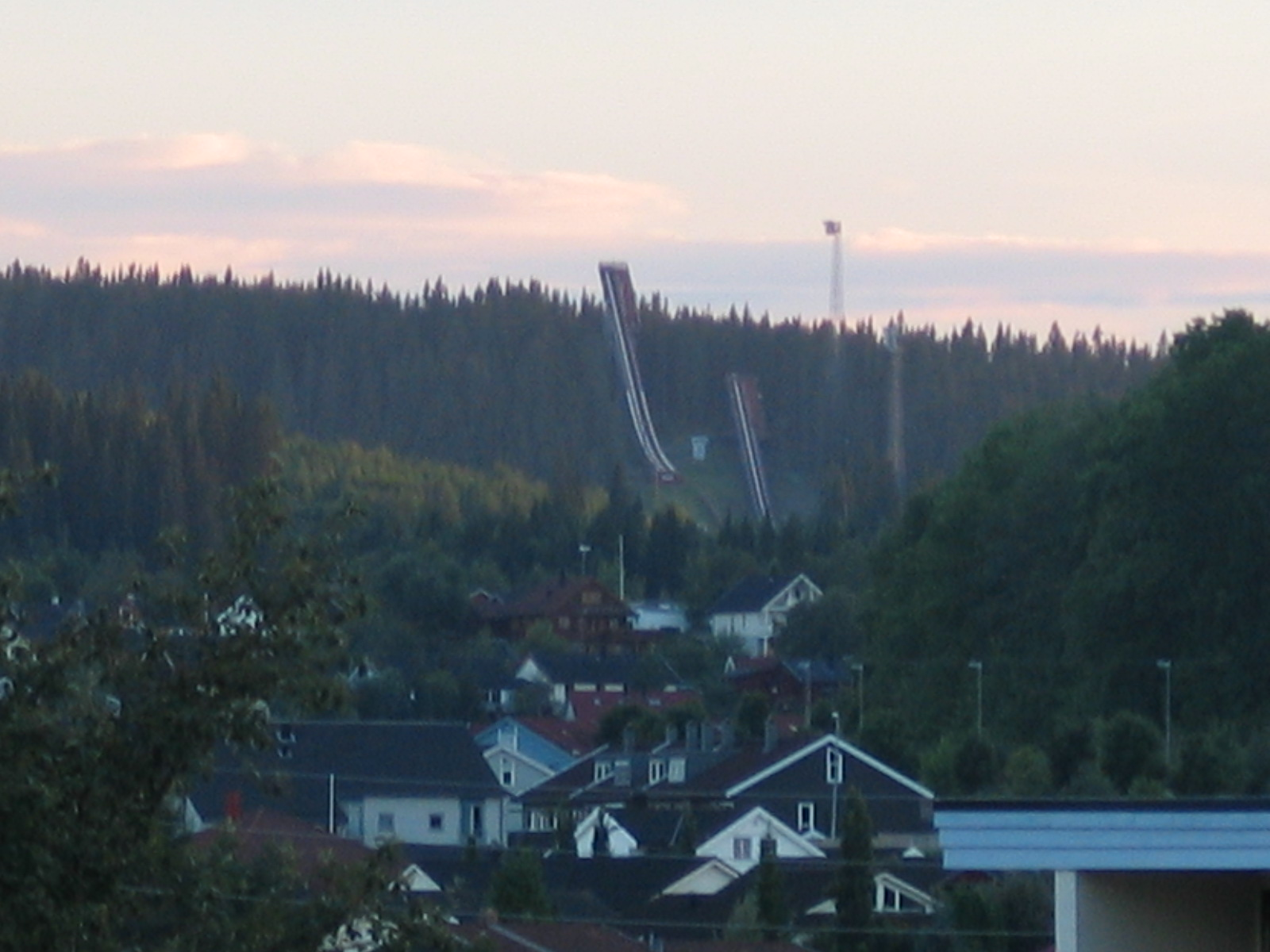
Granåsen

## Polsko
| Místo    | Jméno můstku   | FIS | Umělý povrch | Hill size | Konstrukční bod | Rekord můstku | Poznámka |
| -------- | -------------- | --- | ------------ | --------- | --------------- | ------------- | -------- |
| Wisla    | Malinka        |     |              | 134 m     | 120 m           | 144,5 m       |          |
| Zakopane | Wielka Krokiew |     |              | 134 m     | 120 m           | 147,0 m       |          |

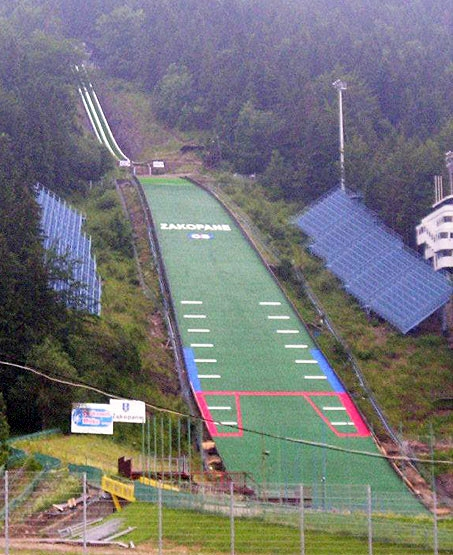
Wielka Krokiew
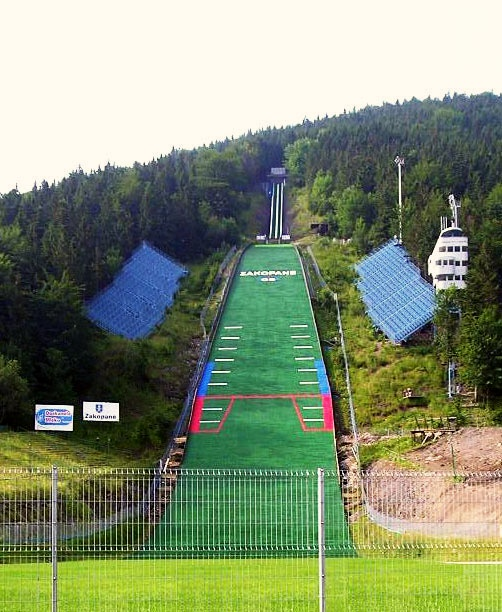
Wielka Krokiew

## Rakousko
| Místo                    | Jméno můstku               | FIS | Umělý povrch | Hill size | Konstrukční bod | Rekord můstku | Poznámka                                                 |
| ------------------------ | -------------------------- | --- | ------------ | --------- | --------------- | ------------- | -------------------------------------------------------- |
| Bischofshofen            | Paul-Ausserleitner-Schanze |     |              | 140 m     | 125 m           | 145,0 m       | Turné čtyř můstků                                        |
| Innsbruck                | Bergiselschanze            |     |              | 130 m     | 120 m           | 138,0 m       | Turné čtyř můstků                                        |
| Murau                    | Hans-Walland-Großschanze   |     |              | 125 m     | 120 m           | 128,5 m       | 1996 poslední závod v severské kombinaci, mimo provoz    |
| Stams                    | Brunnentalschanze          |     |              | 115 m     | 105 m           | 116,0 m       | Žádné mezinárodní soutěže, od roku 2001 Letní Grand prix |
| Tauplitz/Bad Mitterndorf | Kulm                       |     |              | 235 m     | 200 m           | 244,0 m       | Mamutí můstek, mistrovství světa v letech na lyžích      |

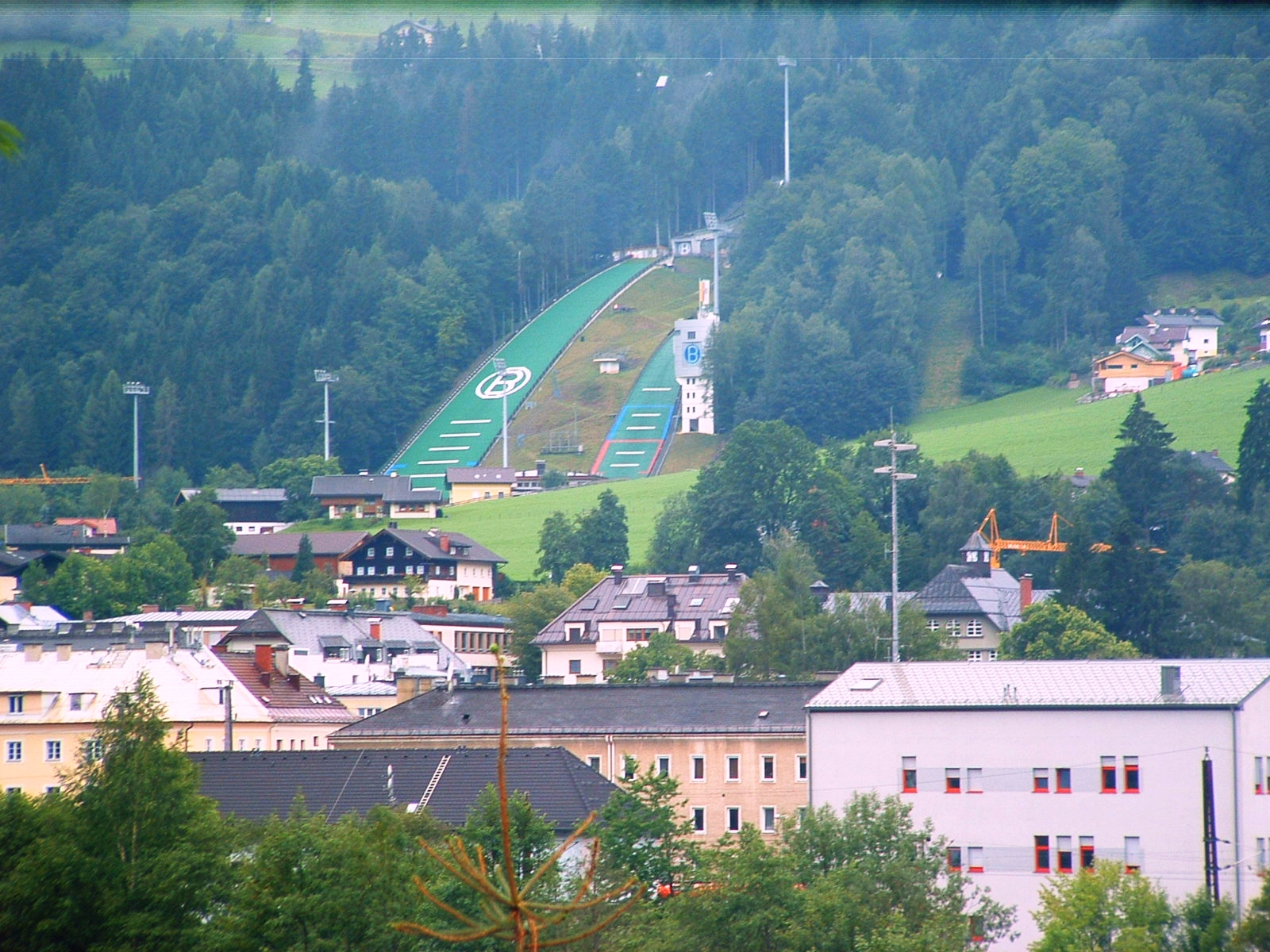
Paul-Ausserleitner-Schanze
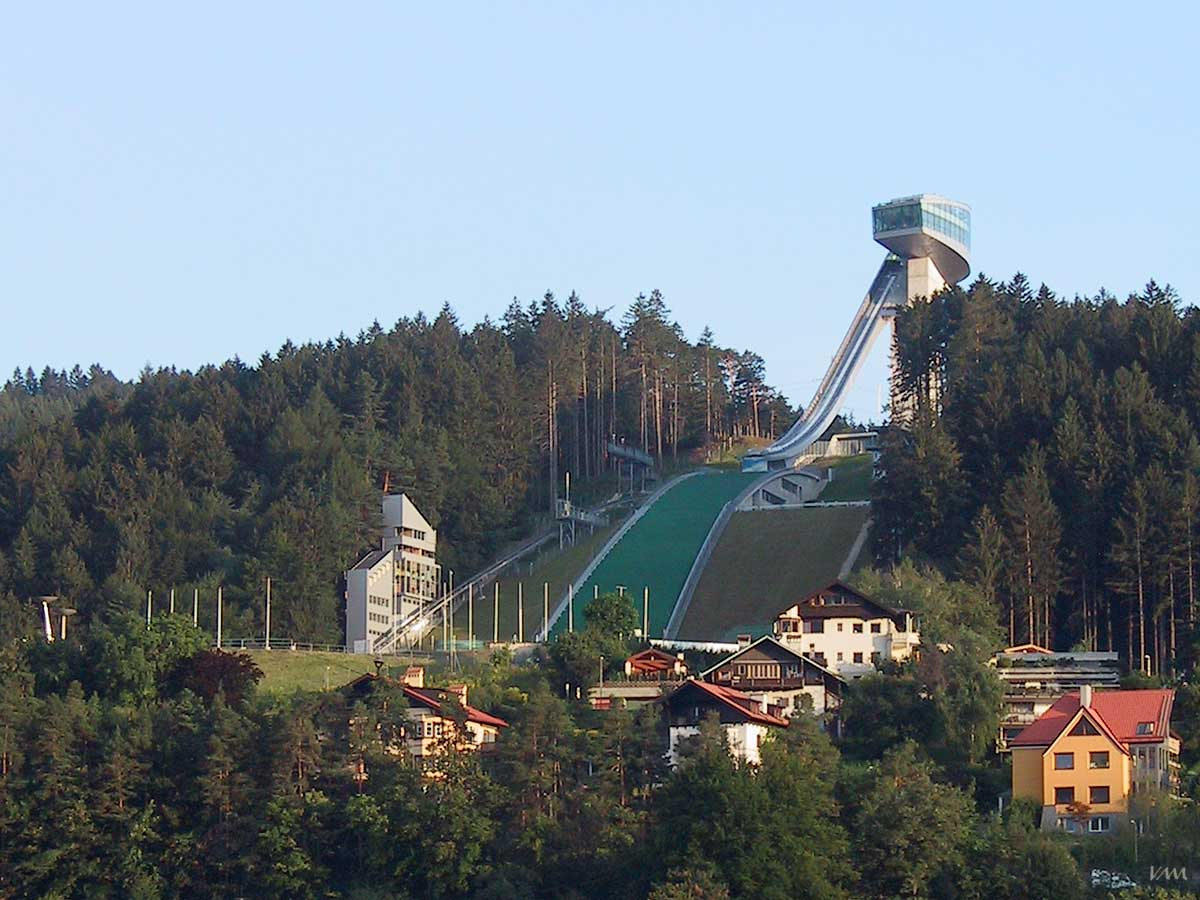
Bergiselschanze
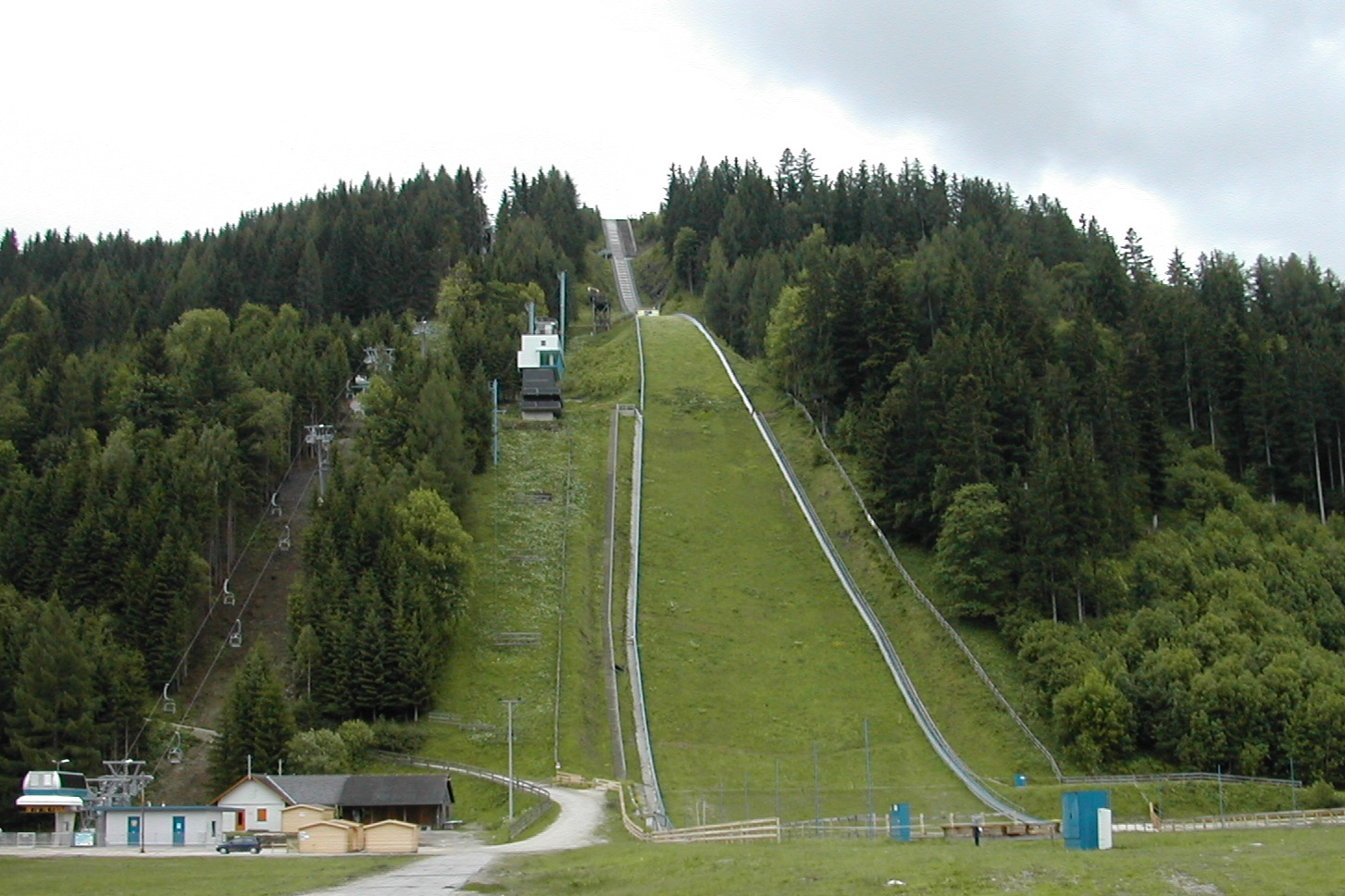
Kulm

## Rumunsko
| Místo | Jméno můstku | FIS | Umělý povrch | Hill size | Konstrukční bod | Rekord můstku | Poznámka                  |
| ----- | ------------ | --- | ------------ | --------- | --------------- | ------------- | ------------------------- |
| Borsa | Tintina      |     |              | ----      | 110 m           | 118,0 m       | Žádné mezinárodní soutěže |

## Rusko
| Místo            | Jméno můstku         | FIS | Umělý povrch | Hill size | Konstrukční bod | Rekord můstku | Poznámka                                                 |
| ---------------- | -------------------- | --- | ------------ | --------- | --------------- | ------------- | -------------------------------------------------------- |
| Južno-Sachalinsk | Tremplin Sachalinsk  |     |              | ----      | 120 m           | ----          | Mimo provoz                                              |
| Kirowsk          | Apatity              |     |              | ----      | 100 m           | ----          | Žádné mezinárodní soutěže                                |
| Krasnojarsk      | Kastak               |     |              | ----      | 132 m           | 154,0 m       | Mimo provoz                                              |
| Krasnojarsk      | Nikolajewskaja Sopka |     |              | ----      | 112 m           | 124,0 m       | Mimo provoz                                              |
| Mešdurečensk     |                      |     |              | ----      | 120 m           | 143,5 m       | Žádné mezinárodní soutěže, v roce 2005 mistrovství Ruska |
| Nižnij Novgorod  |                      |     |              | ----      | 110 m           | 124,0 m       | Žádné mezinárodní soutěže                                |
| Nižnij Tagil     |                      |     |              | ----      | 110 m           | 129,0 m       | Důležitý tréninkový můstek                               |
| Ufa              |                      |     |              | ----      | 120 m           | ----          | Žádné mezinárodní soutěže                                |

## Slovensko
| Místo           | Jméno můstku            | FIS | Umělý povrch | Hill size | Konstrukční bod | Rekord můstku | Poznámka                                                     |
| --------------- | ----------------------- | --- | ------------ | --------- | --------------- | ------------- | ------------------------------------------------------------ |
| Banská Bystrica | Areál Žltý Piesok       |     |              | ----      | 110 m           | ----          | Mimo provoz a rozbořen                                       |
| Králiky         | Skokanské Mostíky Dukla |     |              | ----      | 120 m           | 151,5 m       | Žádné mezinárodní soutěže, v roce 2006 mistrovství Slovenska |
| Štrbské Pleso   | MS 1970 A               |     |              | 125 m     | 120 m           | 128,5 m       | v roce 2015 Zimní Univerziáda                                |

## Slovinsko
| Místo   | Jméno můstku | FIS | Umělý povrch | Hill size | Konstrukční bod | Rekord můstku | Poznámka                                                                                   |
| ------- | ------------ | --- | ------------ | --------- | --------------- | ------------- | ------------------------------------------------------------------------------------------ |
| Kranj   | Bauhenk      |     |              | 109 m     | 100 m           | 115,6 m       | Letní Grand Prix                                                                           |
| Planica | Velikanka    |     |              | 140 m     | 130 m           | 147,5 m       | Mimo provoz, částečně rozbořen                                                             |
| Planica | Letalnica    |     |              | 240 m     | 200 m           | 254,5 m       | Závody světového poháru, mistrovství světa v letech na lyžích, 2. největší můstek na světě |

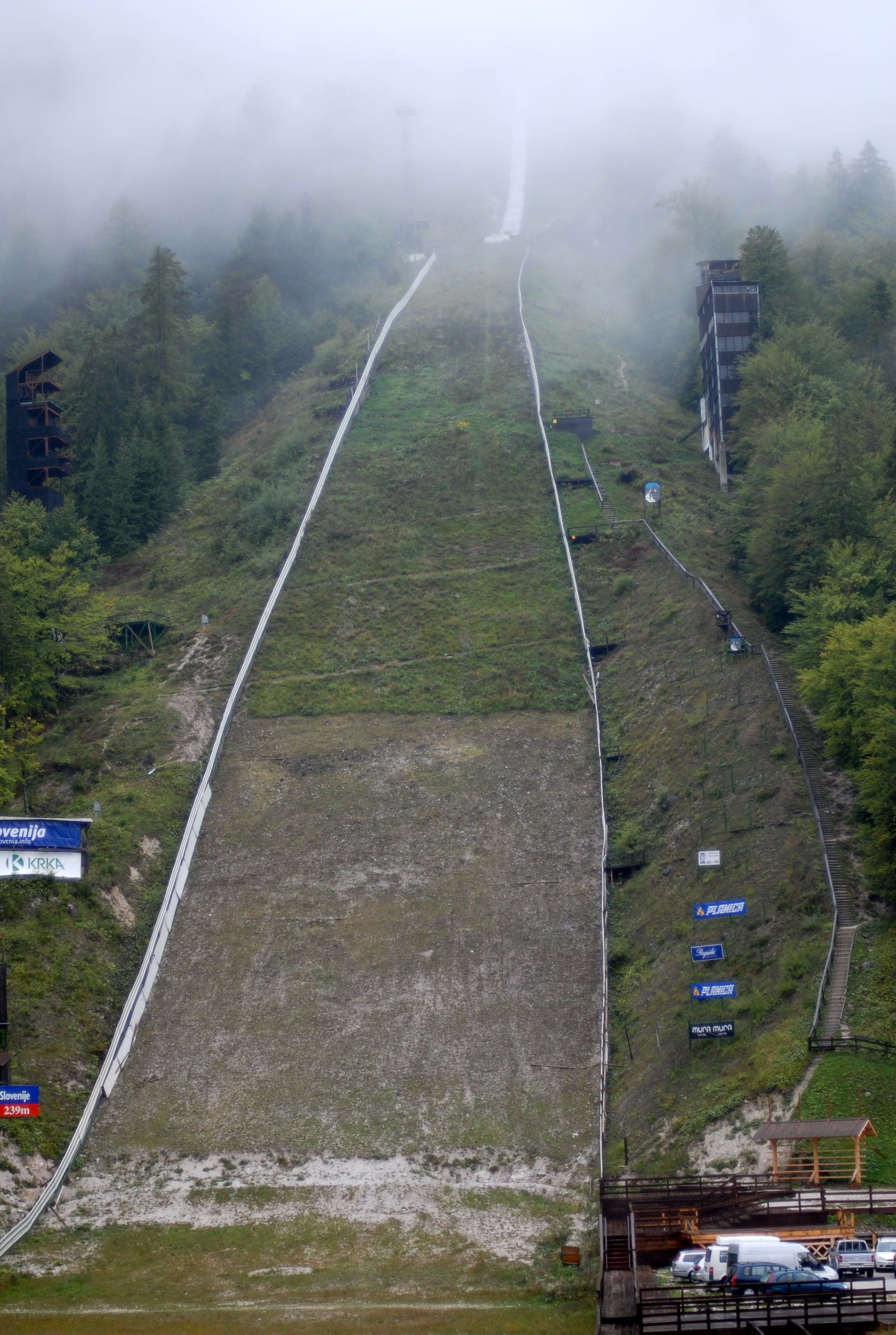
Letalnica
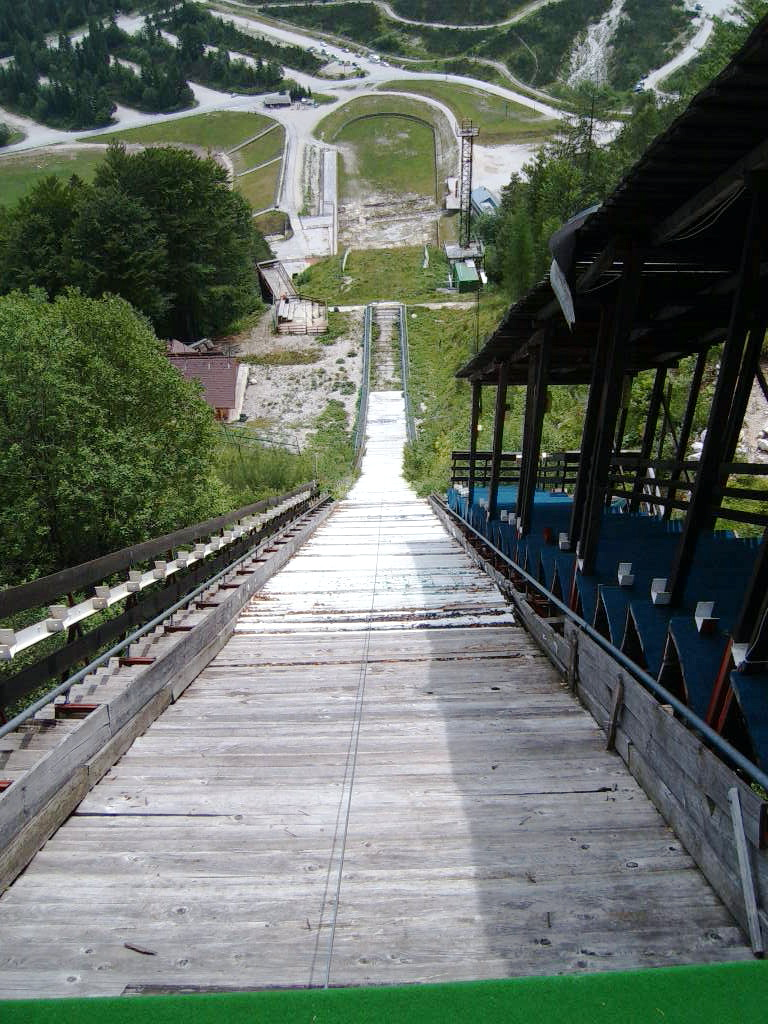
Letalnica

## Švédsko
| Místo     | Jméno můstku  | FIS | Umělý povrch | Hill size | Konstrukční bod | Rekord můstku | Poznámka                                    |
| --------- | ------------- | --- | ------------ | --------- | --------------- | ------------- | ------------------------------------------- |
| Falun     | Lugnet        |     |              | 125 m     | 115 m           | 130,5 m       | Poslední závod světového poháru v roce 2013 |
| Sollefteå | Hallstabacken |     |              | 120 m     | 108 m           | 121,0 m       | Mistrovství světa juniorů 2003              |

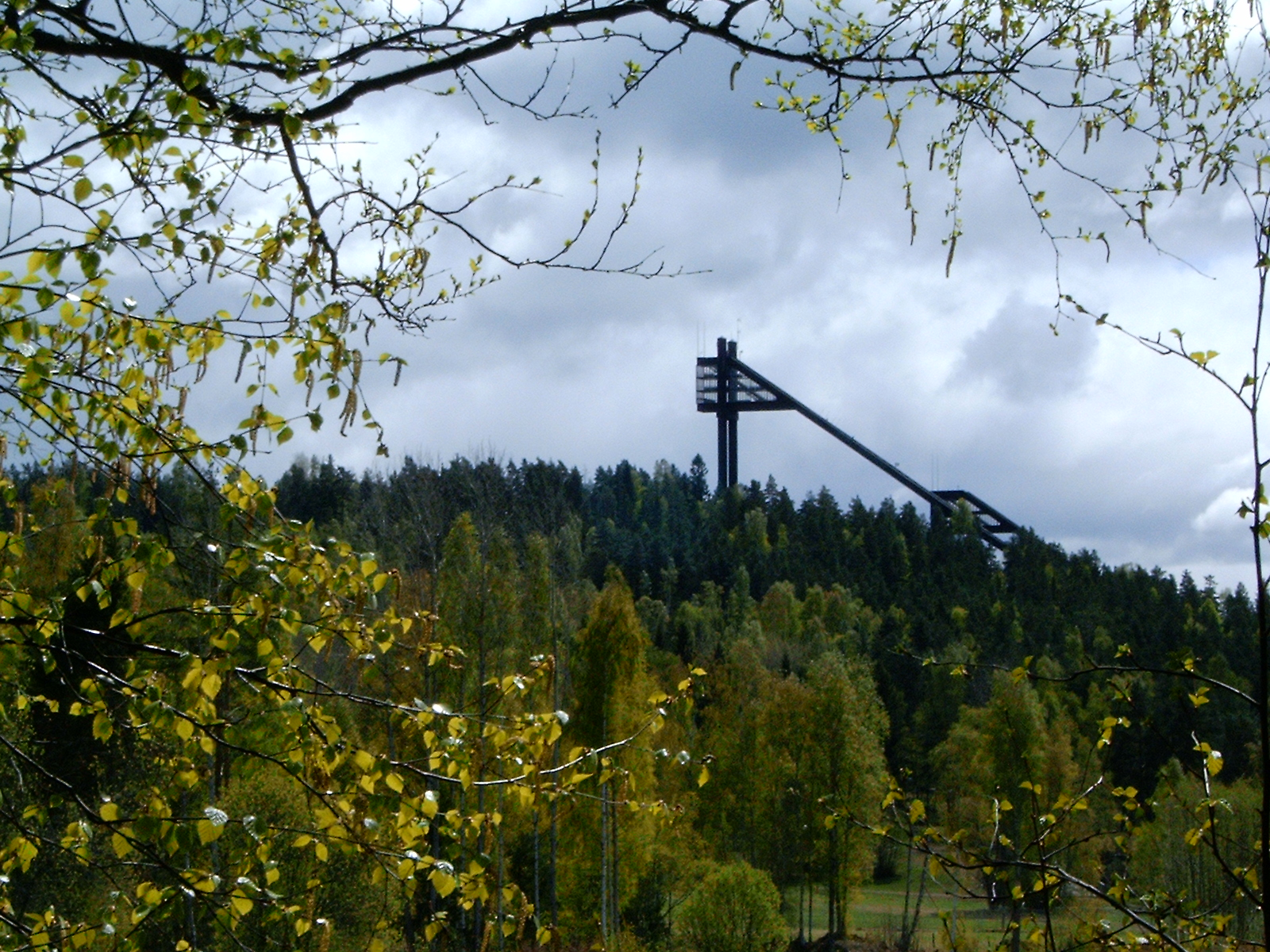
Lugnet

## Švýcarsko
| Místo      | Jméno můstku         | FIS | Umělý povrch | Hill size | Konstrukční bod | Rekord můstku | Poznámka                               |
| ---------- | -------------------- | --- | ------------ | --------- | --------------- | ------------- | -------------------------------------- |
| Engelberg  | Gross-Titlis-Schanze |     |              | 140 m     | 125 m           | 141,0 m       | Závody světového pohátu                |
| Einsiedeln | AKAD-Schanze         |     |              | 117 m     | 105 m           | 116,0 m       | Letní Grand Prix                       |
| Le Brassus | La Chirurgienne      |     |              | ----      | 104 m           | ----          | Od roku 1997 mimo provoz, úplně zničen |
| Täsch      | Täschbergschanze     |     |              | ----      | 102 m           | 100,0 m       | Mimo provoz od 90. let                 |

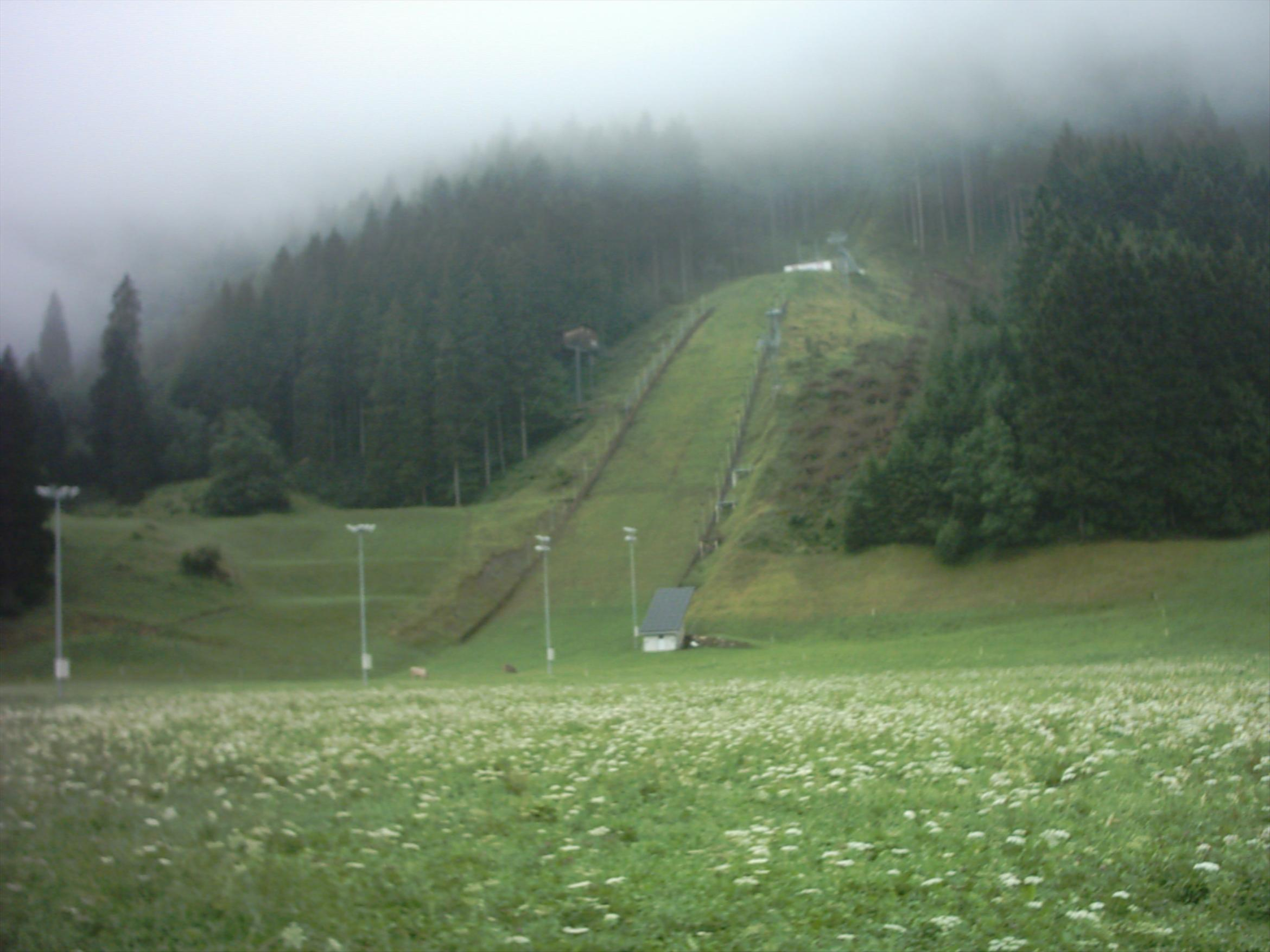
Gross-Titlis-Schanze

## Turecko
| Místo   | Jméno můstku | FIS | Umělý povrch | Hill size | Konstrukční bod | Rekord můstku | Poznámka               |
| ------- | ------------ | --- | ------------ | --------- | --------------- | ------------- | ---------------------- |
| Erzurum |              |     |              | 140 m     | 125 m           | ----          | Zimní univerziáda 2011 |
| Erzurum |              |     |              | 106 m     | 95 m            | ----          | Zimní univerziáda 2011 |

## Ukrajina
| Místo | Jméno můstku | FIS | Umělý povrch | Hill size | Konstrukční bod | Rekord můstku | Poznámka    |
| ----- | ------------ | --- | ------------ | --------- | --------------- | ------------- | ----------- |
| Lvov  | Lviv         |     |              | ----      | 115 m           | ----          | mimo provoz |

## USA
| Místo             | Jméno můstku            | FIS | Umělý povrch | Hill size | Konstrukční bod | Rekord můstku | Poznámka                                             |
| ----------------- | ----------------------- | --- | ------------ | --------- | --------------- | ------------- | ---------------------------------------------------- |
| Dillon            |                         |     |              | ----      | 105 m           | ----          | Mimo provoz                                          |
| Iron Mountain     | Pine Mountain Jump      |     |              | 133 m     | 120 m           | 140,0 m       | Kontinentální pohár                                  |
| Ironwood          | Copper Peak             |     |              | ----      | 145 m           | 158,0 m       | Od roku 1994 mimo provoz, plány na přestavbu na K170 |
| Lake Placid       | Olympijský můstek       |     |              | 134 m     | 120 m           | 135,5 m       | Zimní olympijské hry 1980, severská kombinace B      |
| Leavenworth       | Bakke Hill Ski Jump     |     |              | ----      | 110 m           | 112,0 m       | Mimo provoz                                          |
| Park City         | Utah Olympic Park Jumps |     |              | 134 m     | 120 m           | 134,0 m       | Částečně světový pohár, kontinentální pohár          |
| Steamboat Springs | Howelsen Hill           |     |              | 127 m     | 114 m           | 127,0 m       | Severská kombinace B                                 |
| Westby            | Snowflake               |     |              | 117 m     | 106 m           | 125,5 m       | Kontinentální pohár                                  |